# Diaspora ucraina
     Ucraina
     + 1 000 000
     + 100 000
     + 10 000
     + 1 000

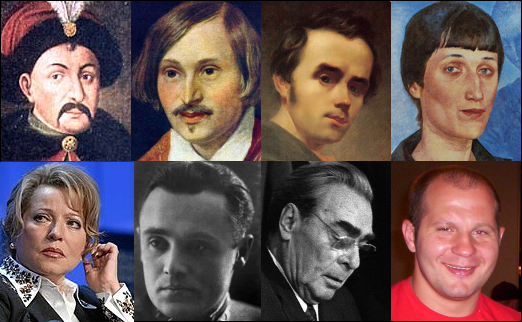
Ucraini in Russia

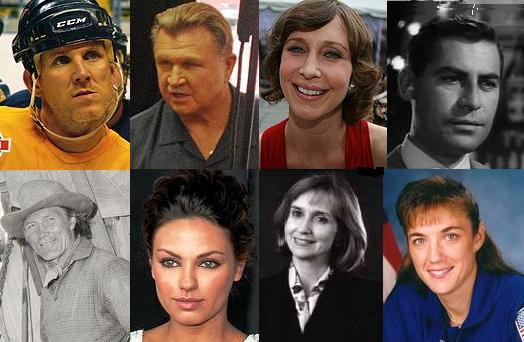
Ucraini negli Stati Uniti

Carta mondiale della diaspora ucraina.
Ucraina
+ 1000000
+ 100000
+ 10000
+ 1000

Il termine diaspora ucraina si riferisce alla comunità globale di etnia ucraina che vive al di fuori dei confini dell'Ucraina. Il riferimento è anche estendibile anche a popolazioni di lingua ucraina, senza riferirsi alla loro appartenenza etnica, quindi ucraini, tartari, ebrei ucraini, italo-ucraini.
Negli altri Stati, la principale comunità si trova in Canada, dove si stima che risiedano circa 1 360 000 persone. Altre comunità consistenti sono in Polonia, Stati Uniti e Moldavia. In Italia è presente la comunità di circa 236 000 persone, la maggior parte in Lombardia e a seguire Emilia-Romagna e Lazio.
Durante l'inizio del conflitto russo-ucraino del 2022, le migrazioni sono aumentate soprattutto verso Polonia, Romania, Slovacchia e Ungheria.